# Ophiogomphus rupinsulensis
Ophiogomphus rupinsulensis är en trollsländeart som först beskrevs av Benjamin Dann Walsh 1862.  Ophiogomphus rupinsulensis ingår i släktet Ophiogomphus och familjen flodtrollsländor. Inga underarter finns listade i Catalogue of Life.